# 1368

## Esdeveniments
- El Tibet, novament independent
- Carles V de França declara la guerra als anglesos, reprenent així la Guerra dels Cent Anys.
- Carles V de França funda la Biblioteca Reial al palau del Louvre, predecessora de la Bibliothèque nationale de France.
- Petrarca acaba Il canzoniere.
- Ampliació de la Gran Muralla Xinesa

Països Catalans
- Martí l'Humà és nomenat comte de Besalú
- Corts de Barcelona

## Naixements
- 15 de febrer, Segimon I del Sacre Imperi Romanogermànic, a Nuremberg
- 3 de desembre, Carles VI de França, a París

## Necrològiques
- Andrea Orcagna, pintor gòtic italià.